# Droga krajowa nr 76 (Węgry)
Droga krajowa nr 76 (węg. 76-os főút) – droga krajowa w komitatach Zala i Vas w zachodnich Węgrzech. Długość – 75 km. Przebieg: 
- Keszthely – skrzyżowanie z 71
- Sármellék – skrzyżowanie z 75
- Zalaegerszeg – wspólny odcinek z 74
- Körmend – skrzyżowanie z 86